# Jiajing
En aquest nom xinès, el cognom és Zhu.
|  | No s'ha de confondre amb emperador Jiaqing. |

Zhu Houzong - 朱厚熜 en xinès - (Pequín, 16 de setembre de 1507 - 23 de gener de 1567) prengué el nom de Jiajing (嘉靖 en xinès) en esdevenir l'onzè emperador de la Dinastia Ming (1368-1644) a la Xina. Va regnar durant 45 anys i va ser el segon regnat més llarg en la història de la dinastia (1521-1567).
Zhu Houzong (朱厚熜) va néixer a Pequín el 16 de setembre de 1507. Era el quart fill de Zhu Youhang i cosí de l'emperador Zhengde que va morir sense deixar descendència, i sobre la base de les maniobres de l'emperadriu vídua i del conseller Yang Tinghe, Zhu va ser nomenat successor i va regnar amb el nom Jiajing, que significa "Pau Excel·lent".
Durant la seva primera etapa de regnat va actuar contra la burocràcia de l'administració imperial i els funcionaris que no acceptaven les reformes. Nomenà ministres eficients i malgrat les seves actuacions de caràcter cruel amb centenars de funcionaris degradats, torturats o morts, el país va assolir una gran estabilitat, però en els darrers vint anys va abandonar els seus deures oficials i el govern va caure en mans de funcionaris corruptes, que conjuntament amb les agressions militars dels mongols i l'acció dels pirates japonesos va iniciar un procés de decadència de l'Imperi.
Va tenir vuit fills i cinc filles.
Va ser un fidel seguidor del taoisme i contrari al budisme.
Va morir el 23 de gener de 1567 i està enterrat amb les emperadrius Chen, Feng i Du a la part oriental del cementiri Ming de Shisanling, amb el nom pòstum de Shizong. El va succeir el seu fill Zhu Zaihou amb el nom d'emperador Longqing.